# 横浜市内大学間学術・教育交流協議会
横浜市内大学間学術・教育交流協議会（よこはましないだいがくかんがくじゅつ・きょういくこうりゅうきょうぎかい）は横浜市に所在する大学で締結されている学術交流・単位互換・図書館相互利用を推進するための協議会とその協定を指す。2020年現在13大学が加盟している。

## 概要
現在、横浜市内大学図書館コンソーシアムと単位互換協定の2協定が締結されており、前者は全大学が協定に参加しているが、後者は考え方の相違から12大学の参加にとどまっている。

## 参加大学

### 単位互換協定参加
- 神奈川大学
- 関東学院大学
- 國學院大學
- 鶴見大学
- 桐蔭横浜大学
- 東洋英和女学院大学
- フェリス女学院大学
- 東京都市大学
- 明治学院大学
- 横浜国立大学
- 横浜商科大学
- 横浜市立大学

### 単位互換協定非参加
- 慶應義塾大学